# Sôber
Sôber és una banda espanyola de rock/metal alternatiu. Va ser fundada l'any 1994 per Carlos Escobedo i Antonio Bernardini, als quals se'ls unirien Jorge Escobedo i Elías Romero. El 1998, Luis Miguel Planelló va substituir a Elías Romero, i després d'enregistrar l'àlbum Morfología l'any 1999, Luis Miguel Planelló va abandonar la banda i va ser reemplaçat per Alberto Madrid, qui va romandre a la banda fins al 2005. Aquell mateix any van decidir separar-se, traient un àlbum recopilatori de les seves millors cançons. L'any 2006 mor Alberto Madrid a Madrid a causa d'un accident de moto.
L'1 de gener del 2010, a través d'un comunicat oficial al web oficial del grup, es va confirmar el retorn de la banda, anunciant a Manu Reyes com a nou integrant, en substitució a la bateria d'Alberto Madrid. Amb el seu retorn es va publicar l'àlbum De Aquí A la Eternidad. El seu àlbum més recent, Vulcano, va sortir l'any 2016.
Fins avui, la banda ha editat set discs d'estudi. Van aconseguir l'èxit en editar Paradÿsso, del qual van vendre més de 45.000 còpies i van ser reconeguts amb un Disc d'Or i Disc de Platí. Posteriorment van editar Reddo, que va arribar a més de 20.000 còpies venudes.

## Història

### Començaments i primers àlbums
Sôber és una banda madrilenya formada l'any 1994, quan Carlos Escobedo posa un anunci al tauler d'una botiga d'instruments musicals, ArdeMadrid. Antonio Bernardini respon a l'anunci i comencen el projecte «Sober Stoned». El grup el formen Antonio Bernardini guitarra, Carlos baix i veu i Elías Romero bateria, i als pocs mesos es va unir Jorge Escobedo guitarra. Des de llavors la banda només ha tingut els canvis a la bateria fins a arribar a la formació actual.
Van començar cantant en anglès i l'any 1994 van enregistrar la seva primera maqueta titulada Mirror’s Way, que incloïa cinc cançons. Poc després, la banda signa el seu primer contracte discogràfic. La companyia els obliga a canviar les lletres de l'anglès al castellà, atès que l'anglès no era l'idioma en que millor s'expressaven. L'any 1995 registren sota el nom de «Torcidos» el seu primer disc d'estudi. A causa del poc èxit del grup, la companyia fa fallida i es queden amb el disc a la butxaca. No és fins a principis del 1997 que l'editen, sota el seu propi segell, «Sober Records», a causa que cap companyia els va voler contractar.

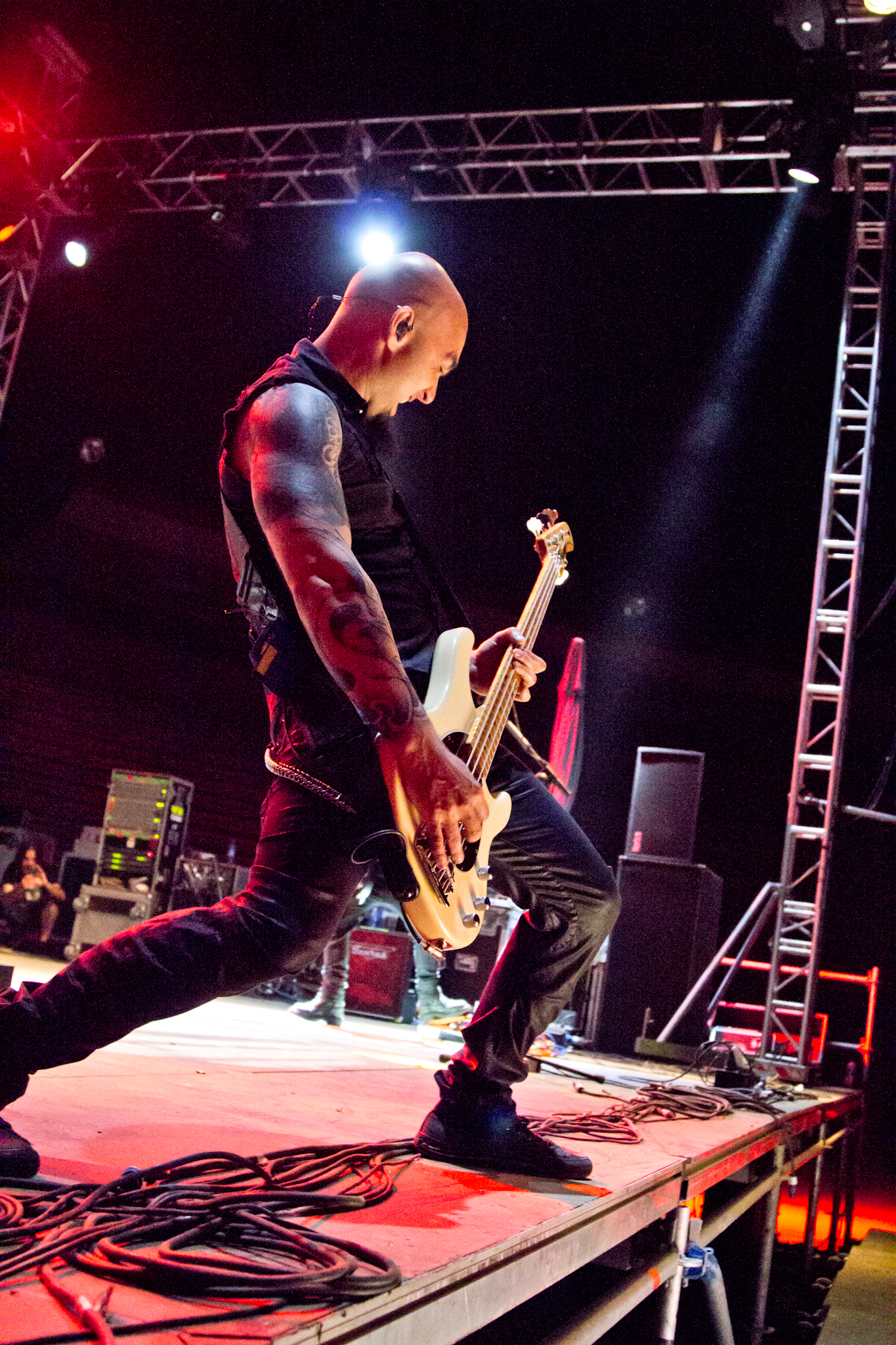
Carlos Escobedo al Asaco Metall Fest 2013.

Volien enregitrar temes nous i un d'ells, «La prisión del placer», es va publicar en un recopilatori de la revista Heavy Rock, cosa que va provocar que el grup rebés un munt de trucades i cartes, així que decideixen finalment entrar de nou a l'estudi. L'enregistrament que es va realitzar als estudis Rocksoul, va ser a càrrec del propi grup i d'Alberto Seara que els va ajudar com a tècnic. Van començar a moure els tres temes enregistrats per les discogràfiques, arribant a les mans de Zero Records que va decidir fitxar el grup l'any 1998. Escurcen el nom a Sôber i és quan Luis Miguel Planelló substitueix a Elías Romero a la bateria. Al setembre van editar un EP titulat Condenado. El 1999 comencen a girar per tots els racons del país. Aquell mateix any treuen el seu segon àlbum, titulat Morfología que incloïa temes com «Abstinencia», «Loco», «Predicador» o el clàssic «La prisión del placer». Després de l'enregistrament, Alberto Madrid substitueix a Luis Miguel Planelló a la bateria. Morfología va arribar a ser Disc d'Or l'any 2012.
Ja amb el nou bateria, l'any 2000 el grup llança el EP Oxígeno (Ô₂), com avançament del nou disc que surt al carrer el 2001, anomenat Synthesis també produït per Oscar Clavel i enregistrat als estudis Kirios i Eurosonic. L'àlbum continua la línia de Morfología però començaven a tenir unes línies musicals més madures en cançons com «Versus (Vs.)», «Si me marcho» o «Vacío». Arriben a vendre més de 30.000 còpies, i abandonen Zero Records per fitxar amb Muxxic (Gran Via Musical).

### Arribada a l'èxitParadÿssoiReddo
Sôber es converteix en un grup de renom, comença a tocar amb grups com Deftones, Hamlet, HIM, etc. Es converteix en el grup revelació després de la seva actuació al Festimad. L'any 2002, una intensa gira i la idea de créixer cada vegada més va ser el detonant per realitzar el seu quart treball d'estudi, Paradÿsso mesclat a Los Angeles on filmen el vídeo del tema «Diez Años», la cançó que impulsa Paradysso i es converteix ràpidament en número u de les llistes de música del país.
Aquesta vegada va ser enregistrat als estudis Cube per Alberto Seara i va ser produït íntegrament per Sôber, desenvolupant així totes les idees personals. Paradÿsso ha estat l'àlbum amb més èxit de Sôber i va arribar a ser disc de platí, fent també una reeixida gira de més de 150 concerts en dos anys.
Després de treure a la venda el Backstage 02/03, en el qual incloïen cançons del concert a Salamanca de l'any 2003, el grup va energistrar el seu cinquè disc d'estudi, Reddo, que significa «reflex» en llatí. De nou va ser enregistrat i produït per ells mateixos als seus estudis Cube de Madrid per a Universal Muxxic, tot i que posteriorment va ser mesclat a Los Angeles amb Scott Humphrey, que ha treballat amb artistes i grups tan importants com Bon Jovi o Metallica, entre molts altres. Es posa a la venda el mes de febrer del 2004 i se situa directament al núm. 2 de vendes amb el senzill «La nube», vídeo del qual va ser filmat a Berlín, i aconsegueix ser disc d'or en les primeres setmanes, guardó que els va lliurar Alaska en un concert privat a la mítica sala El Sol.

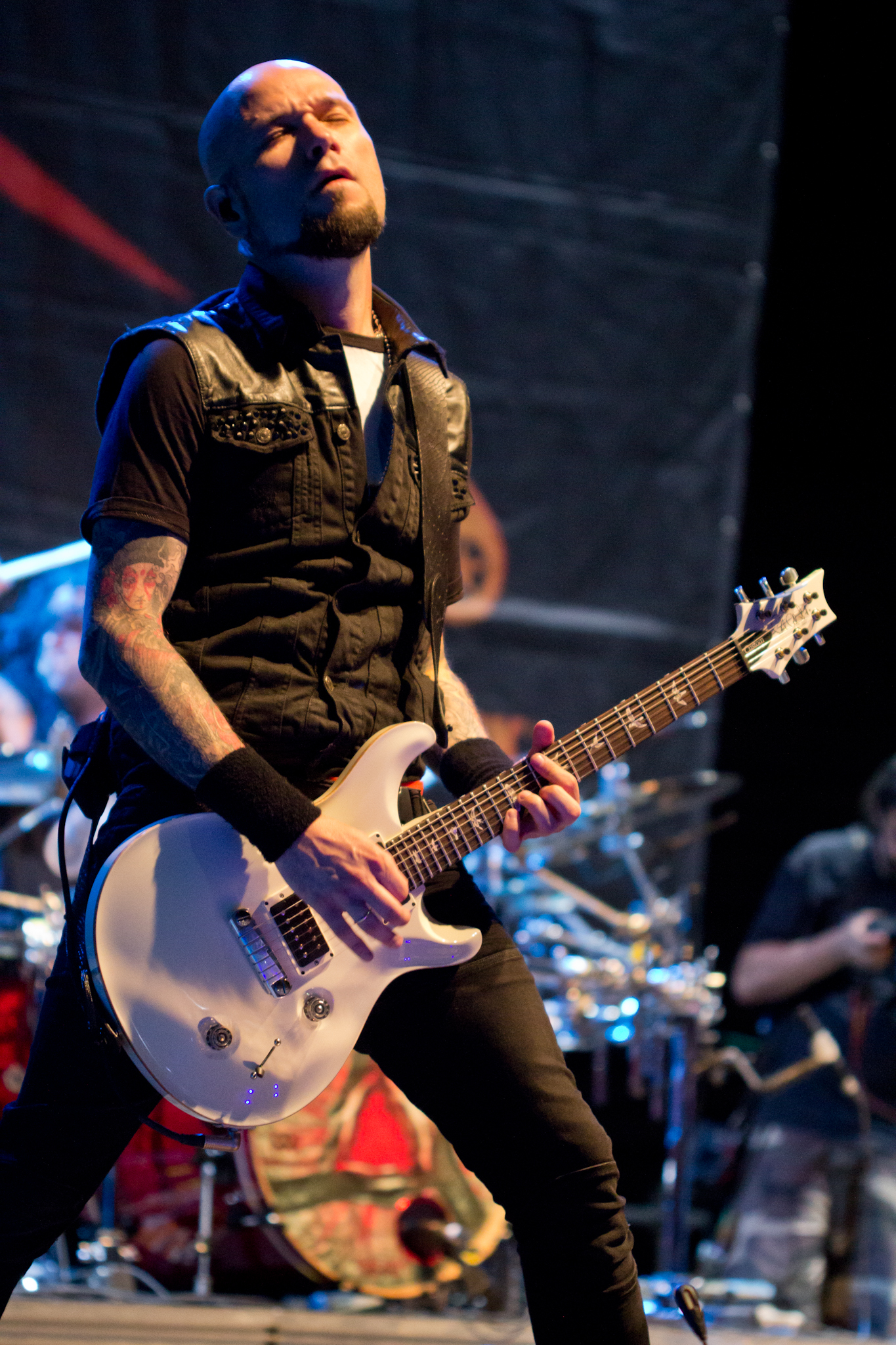
Antonio Bernardini l'any 2013.

### Separació i mort d'Alberto Madrid
Després de més de 10 anys junts, els membres del grup van decidir separar-se per un temps i prendre camins separats però paral·lels, amb dos nous grups, Savia, (projecte de Carlos Escobedo amb la col·laboració d'Alberto Madrid) i Skizoo (format pels dos guitarristes de Sôber, Antonio Bernandini i Jorge Escobedo), tot i així Sôber s'acomiada provisionalment dels seus fans publicant el 31 d'octubre del 2005 el seu primer recopilatori titulat Grandes Éxitos 1994-2004 amb les seves cançons més destacades, triades pels mateixos membres de la banda.
El 30 de novembre de 2006 Alberto Madrid mor en un accident automobilístic a la carretera M-40 de Madrid.

### Retorn l'any 2010
Després de gairebé sis anys en projectes paral·lels, l'1 de gener del 2010, es va fer oficial el retorn del grup als escenaris mitjançant un comunicat a la seva pàgina web oficial, confirmant com a nou bateria a Manu Reyes, fill de Manuel Reyes, bateria de Medina Azahara. En el comunicat també confirmen una gira per Espanya, Mèxic, Veneçuela, Costa Rica, Argentina, i Xile.
A finals d'abril publiquen el primer tema de la nova etapa de Sôber anomenat «Sombras» que seria el primer single del nou recopilatori del 25 de maig, anomenat De aquí a la eternidad. Al final del recopilatori inclouen també un tema nou i instrumental, compost per Antonio, Jorge i Manu en memòria d'Alberto Madrid, titulat «Ocaso».
Van tocar amb bandes com Motörhead i Metallica al festival Rock In Rio 2010 de Madrid, el 14 de juny.

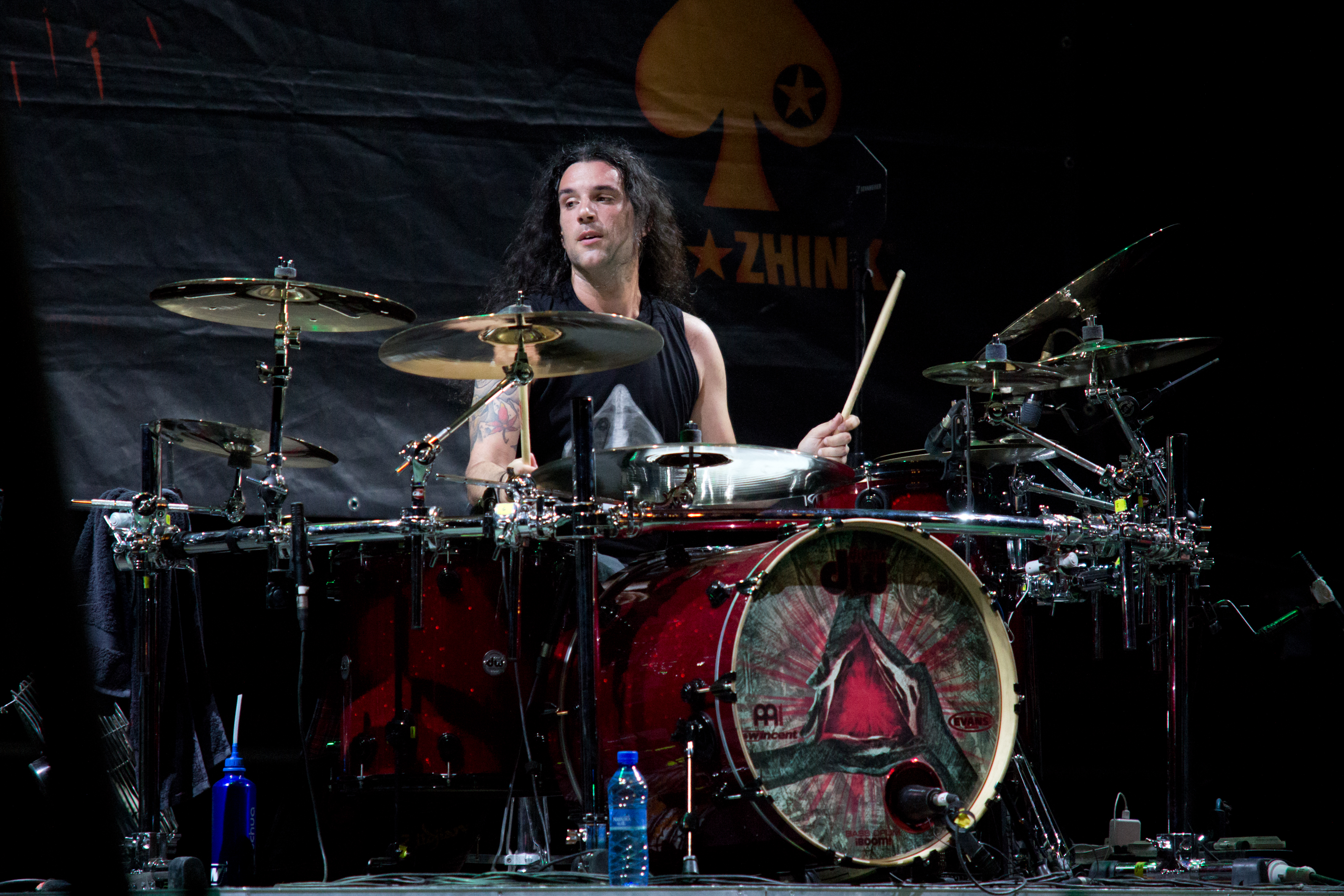
Manu Reyes a la bateria en 2013.

L'1 de juliol del 2010, el grup anuncia que entrarà a l'estudi el mes de desembre per l'enregistrament del que serà el seu sisè àlbum d'estudi disponible a mitjans 2011. El 15 de juliol el grup participa al costat de bandes com Faith No More o Rammstein al festival Sonisphere a Getafe (Madrid). El 15 i 16 de novembre del 2010, van obrir el concert de Mägo de Oz a la Ciutat de Mèxic, a l'Auditori Nacional, com a part de la seva gira per Hispanoamèrica «¡Agaiate Que Vienen Curvas!».
Sôber va versionar el tema «Entre dos tierras» per a Hechizo, el disc homenatge a Héroes del Silencio i a Bunbury, al costat d'artistes com Andrés Calamaro, Zoe, Phil Manzanera, Mandra, Beu, Macaco, Ariel Rot, Ivan Ferreiro, Raphael o Loquillo. Hechizo va sortir a la venda el 16 de novembre de 2010.
Al març del 2011 es va anunciar Superbia, el següent disc d'estudi de la banda, publicat el 3 de maig per Last Tour Records. També van iniciar gira, que va començar el 13 de maig a Múrcia, després Granada, Madrid, Barakaldo, Valladolid, València, Barcelona i els festivals Sonisphere i Envivo.
Al febrer del 2014 van llançar el seu nou treball d'estudi: Letargo, que va tenir una gira de presentació a través de tota la geografia espanyola.
El 2016 surt a la llum l'àlbum Vulcano i dos anys més tard publiquen La sinfonia del Paradÿsso, que es tracta d'una reinterpretació del seu quart disc però aquesta vegada amb l'acompanyament d'una orquestra simfònica.

## Membres

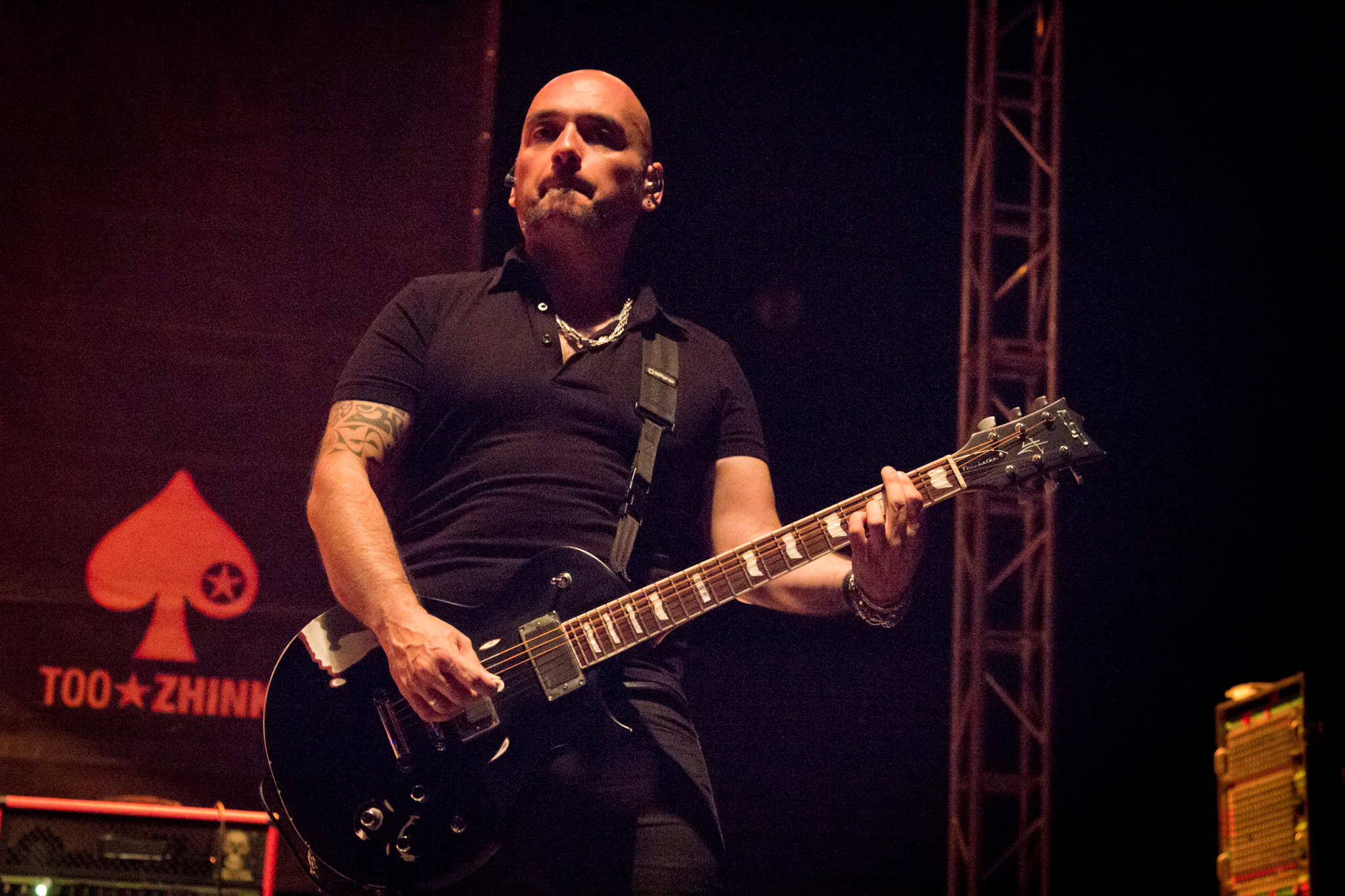
Jorge Escobedo el 2013.

- Carlos Escobedo - Veu / Baix
- Jorge Escobedo - Guitarra
- Antonio Bernardini - Guitarra
- Manu Reyes - Bateria

### Anteriors
- Elías Romero -Bateria (1994-1998)
- Luis Miguel Planelló - Bateria (1998-1999)
- Alberto Madrid † - Bateria (1999-2005)

## Discografia

### Àlbums
| Any  | Àlbum                     | Discogràfica                         |
| ---- | ------------------------- | ------------------------------------ |
| 1996 | Torcidos                  | Sober Records                        |
| 1998 | Morfología                | Zero Records                         |
| 2001 | Synthesis                 | Zero Records                         |
| 2002 | Paradÿsso                 | Muxxic (Gran Via Musical)            |
| 2003 | Backstage 02/03           | Muxxic (Gran Via Musical)            |
| 2004 | Reddo                     | Muxxic (Gran Via Musical)            |
| 2005 | Grandes Éxitos1994-2004   | Universal                            |
| 2010 | De aquí a la eternidad    | Universal                            |
| 2011 | Superbia                  | Sony Music Espanya/Last Tour Records |
| 2014 | Letargo                   | Warner Music Spain                   |
| 2014 | 20 aniversario            | Warner Music Spain                   |
| 2016 | Vulcano                   | Warner Music Spain                   |
| 2018 | La sinfonía del Paradÿsso | El Dromedario Records                |
| 2021 | E-L-E-G-Í-A               | El Dromedario Records                |

### Senzills / Vídeos
| Any  | Cançó                                    | Àlbum                  |
| ---- | ---------------------------------------- | ---------------------- |
| 1999 | Loco                                     | Morfología             |
| 2001 | Versus (Vs.)                             | Synthesis              |
| 2001 | Vacío                                    | Synthesis              |
| 2002 | Diez Años                                | Paradÿsso              |
| 2002 | Eternidad                                | Paradÿsso              |
| 2003 | Arrepentido                              | Paradÿsso              |
| 2003 | Paradÿsso                                | Paradÿsso              |
| 2004 | La nube                                  | Reddo                  |
| 2004 | Cientos de preguntas                     | Reddo                  |
| 2004 | El hombre de hielo                       | Reddo                  |
| 2010 | Sombras                                  | De aquí a la eternidad |
| 2011 | Tic-Tac                                  | Superbia               |
| 2011 | Náufrago                                 | Superbia               |
| 2012 | La araña                                 | Superbia               |
| 2013 | Una vida por exprimir                    | Single promocional     |
| 2014 | Blancanieve                              | Letargo                |
| 2014 | Encadenado                               | Letargo                |
| 2016 | Coge la vida (amb Carlos Tarque i Leiva) | Single promocional     |
| 2016 | Vulcano                                  | Vulcano                |

## Participació en bandes sonores
- Els temes «Versus (Vs.)» i «Esfera», del disc Synthesis, formen part de la banda sonora de la pel·lícula espanyola School Killer (2001).
- El tema «Paradÿsso», pertanyent al disc homònim, forma part de la banda sonora de la pel·lícula espanyola Cosas de brujas (2003) Apareixent també en un dels capítols finals de l'última temporada dels Lo Hombres de Paco, a Antena 3.
- El tema «Cientos de preguntas», del disc Reddo, forma part de la banda sonora del jugo FIFA 2005.
- El tema «Una vida por exprimir» va ser compost com a banda sonora del llibre de Jaime Barroso Un kebab, varias granjas, algunos canguros y una vida por exprimir.